# Gewöhnlicher Pillenfarn
Der Gewöhnliche Pillenfarn (Pilularia globulifera), auch Kugel-Pillenfarn genannt, ist eine Pflanzenart aus der Gattung der Pillenfarne (Pilularia) innerhalb der Familie der Kleefarngewächse (Marsileaceae).

## Beschreibung

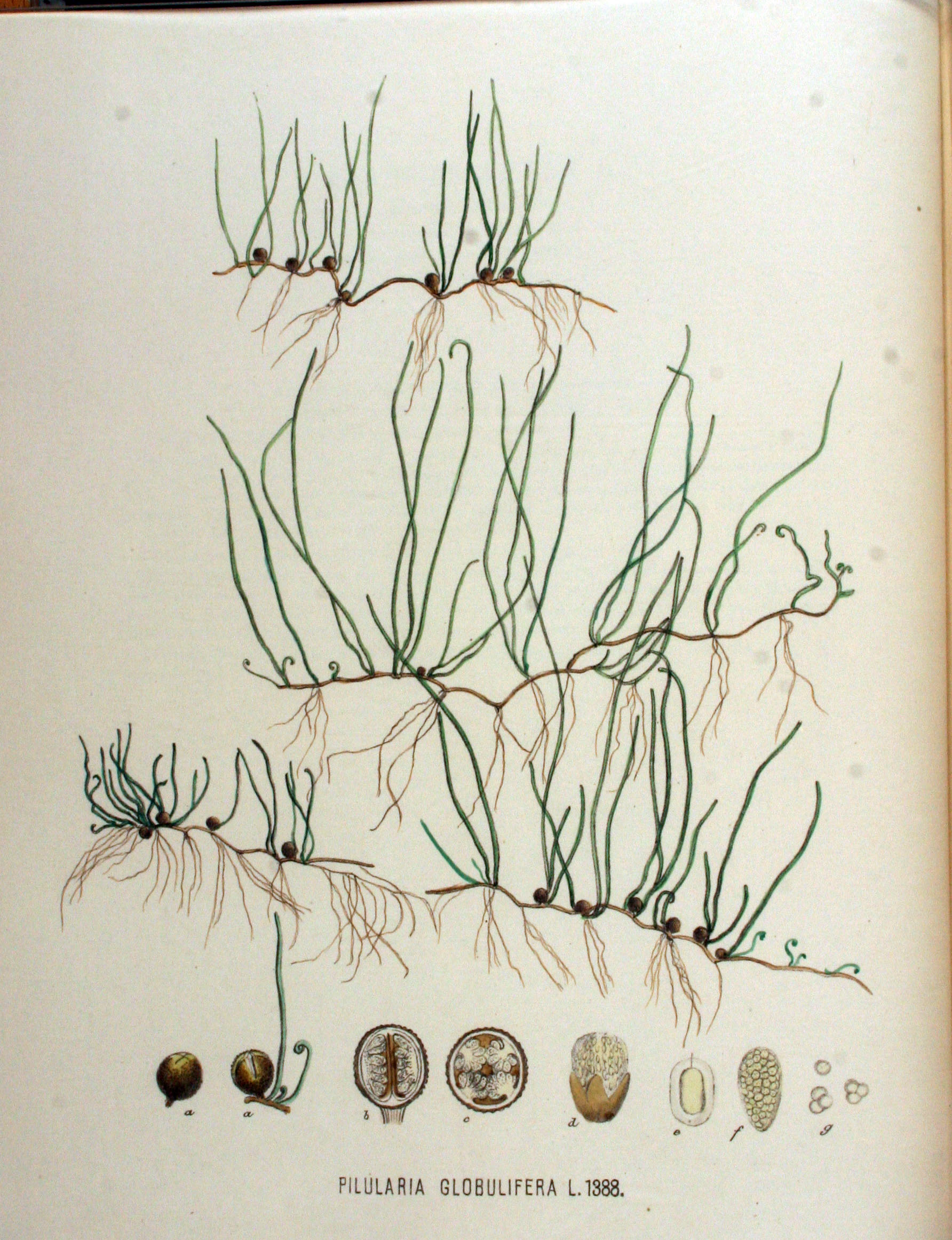
Illustration aus Flora Batava, Volume 18

Der Gewöhnliche Pillenfarn ist eine ausdauernde krautige Pflanze. Die kriechende Sprossachse ist etwa 1,5 Millimeter dick. An jedem Knoten stehen ein bis fünf Blätter. Die Blätter stehen aufrecht, sind  hell- bis dunkelgrün und binsenartig, aber in der Jugend spiralig eingerollt. Die Blätter sind 3 bis 10 Zentimeter lang und nur 1 Millimeter dick. Die Sporokarpien finden sich am Grund der Blätter; sie sind bei einem Durchmesser von etwa 3 Millimetern kugelig und stehen auf kurzem, aufrechtem Stiel. Sie sind anfangs gelb-grün, später schwarz-braun und vierfächerig. Jedes Fach enthält einen Sorus.
Die Sporenreife wird zwischen Juli und August erreicht.
Die Chromosomenzahl beträgt 2n = 26.

## Unterscheidung von ähnlichen Arten
Der Pillenfarn gleicht in Beständen auch der Nadel-Sumpfbinse (Eleocharis acicularis) und der Zwiebel-Binse (Juncus bulbosus). Man kann ihn aber an seinen an der Spitze spiralig eingerollten Blättern unterscheiden.

## Ökologie und Lebenszyklus
Die Sporokarpien des Gewöhnlichen Pillenfarns werden nur im Herbst und nur auf trockengefallenen Standorten gebildet. Pflanzenexemplare bleiben aber auch oft steril. Ihre optimale Entwicklung wird im Herbst, dann durch vegetative Vermehrung rasch abgeschlossen, indem sie geschlossene Rasen bis 1 Quadratmeter Fläche bilden kann; oft bleibt sie aber auch jahrelang aus.
Bei der Keimung des Sporokarps quillt im Innern das Gewebe zu einer hyalinen Schleimmasse auf und die Wand des Sporokarps weicht in Klappen auseinander. Die Schleimmasse führt die durch die Quellungsvorgänge frei gewordenen Mikrosporangien und Megasporangien mit sich heraus und bildet außerhalb der Sporokarpwand eine Tropfen, in dem die Entwicklung der Prothallien mit den Antheridien und Archegonien und schließlich auch die Befruchtung vor sich geht. Erst danach zerfließt der Schleim. Der weibliche Gametophyt ergrünt bei der Anlage des Archegoniums.

## Vorkommen
Das Verbreitungsgebiet des Gewöhnlichen Pillenfarn ist auf Europa beschränkt; er hat seinen Schwerpunkt entlang der Nordsee. Es gibt Fundortangaben für Portugal sowie Irland über Frankreich und Italien bis Skandinavien, Polen, Lettland, die Ukraine und bis ins südwestliche Russland. Der Gewöhnliche Pillenfarn kommt hauptsächlich in den tieferen Lagen vor.
Der Gewöhnliche Pillenfarn gedeiht auf kalkarmen, humosen und sandigen Schlammböden an zeitweise überschwemmten Standorten wie Seeufern, Teichrändern, an Gräben und in Torfstichen, auch auf Heideböden, auf vernässten Maisäckern und in Tümpeln. Er ist eine Kennart des Pilularietum globuliferae  aus dem Verband Hydrocotylo-Baldellion. Nach Oberdorfer (1977) taucht er auf offenen, durch Störung entstandenen Böden auf, um in der Folge der Vegetationsentwicklung wieder für Jahre zu verschwinden.
Die ökologischen Zeigerwerte nach Landolt et al. 2010 sind in der Schweiz: Feuchtezahl F = 4+w+ (nass, aber stark wechselnd), Lichtzahl L = 4 (hell), Reaktionszahl R = 2 (sauer), Temperaturzahl T = 4+ (warm-kollin), Nährstoffzahl N = 2 (nährstoffarm), Kontinentalitätszahl K = 1 (ozeanisch).

### Gefährdung und Bestandsentwicklung in Mitteleuropa
Der Pillenfarn gilt als europaweit „stark gefährdet“ mit starkem Rückgang. In Mitteleuropa gilt der Pillenfarn als „stark gefährdet“. In der Schweiz sind sämtliche natürlichen Vorkommen erloschen. In Österreich fehlt der Pillenfarn ganz. In der Roten Liste der gefährdeten Pflanzenarten nach Metzing et al. 2018 ist der seltene Pillenfarn in der  Gefährdungskategorie 2 = „stark gefährdet“, dies ist eine Verschlechterung der Einstufung gegenüber der Roten Liste von 1998.
Gefährdungsursache ist unter anderem die Intensivierung der Teichwirtschaft, mit dem damit einhergehendem Teichausbau, dem hohen Fischbesatz etc. Eine regelmäßige Kontrolle der Bestände sowie extensive Teichwirtschaft fördern den Erhalt dieser Art und ermöglichen Erhaltungsmaßnahmen.

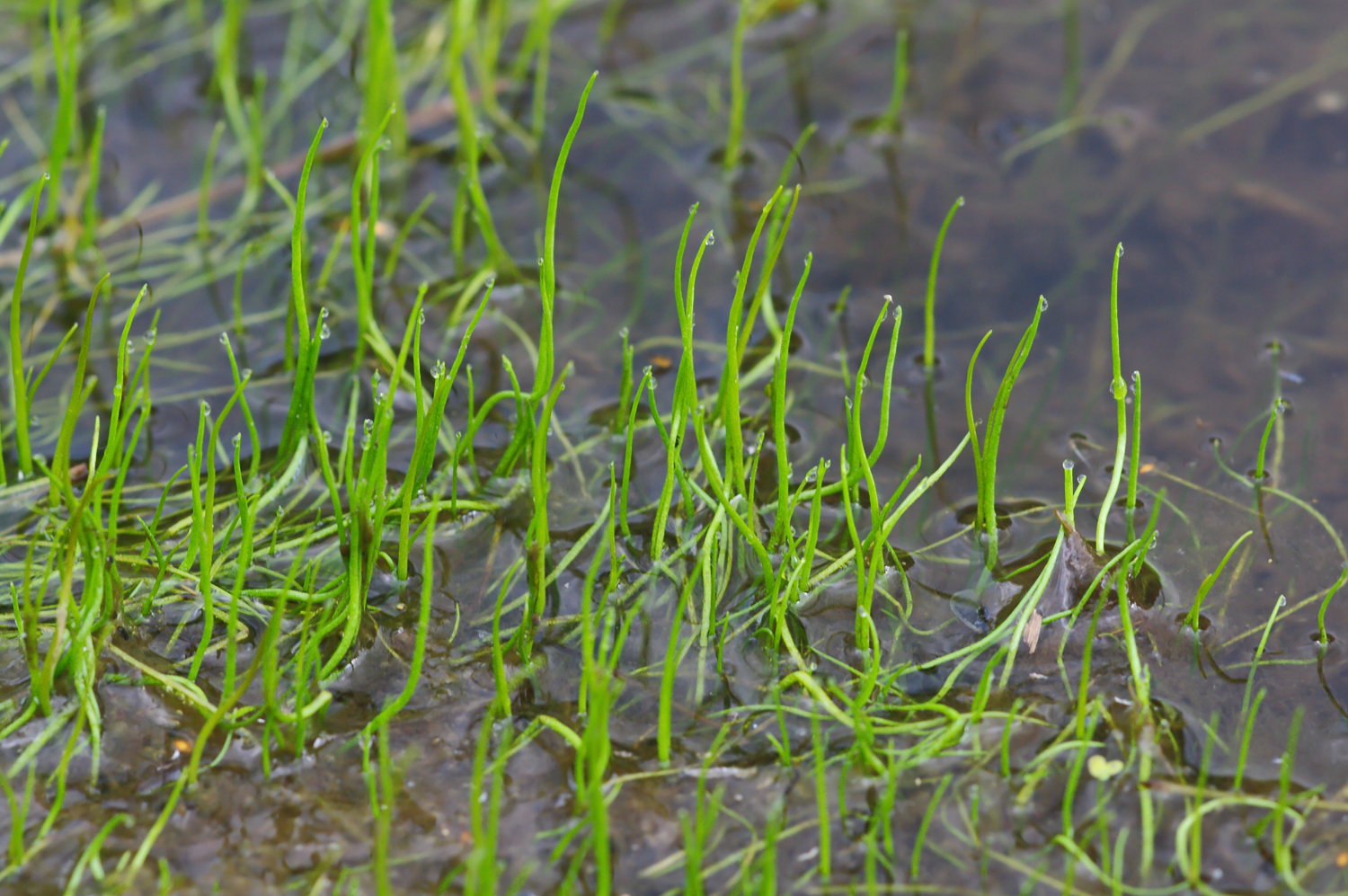
Im Wasser flutend
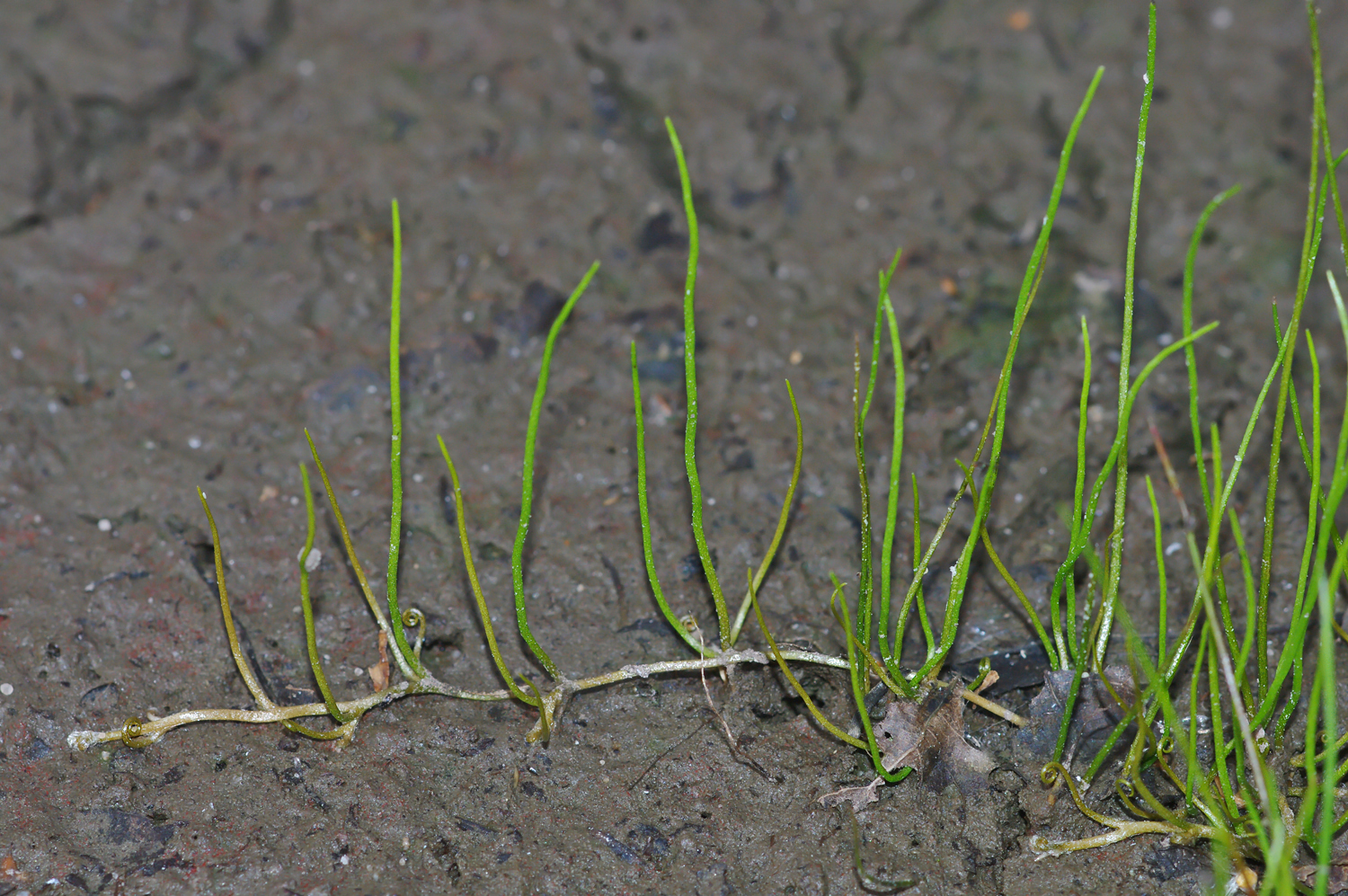
Einzelner Kriechspross
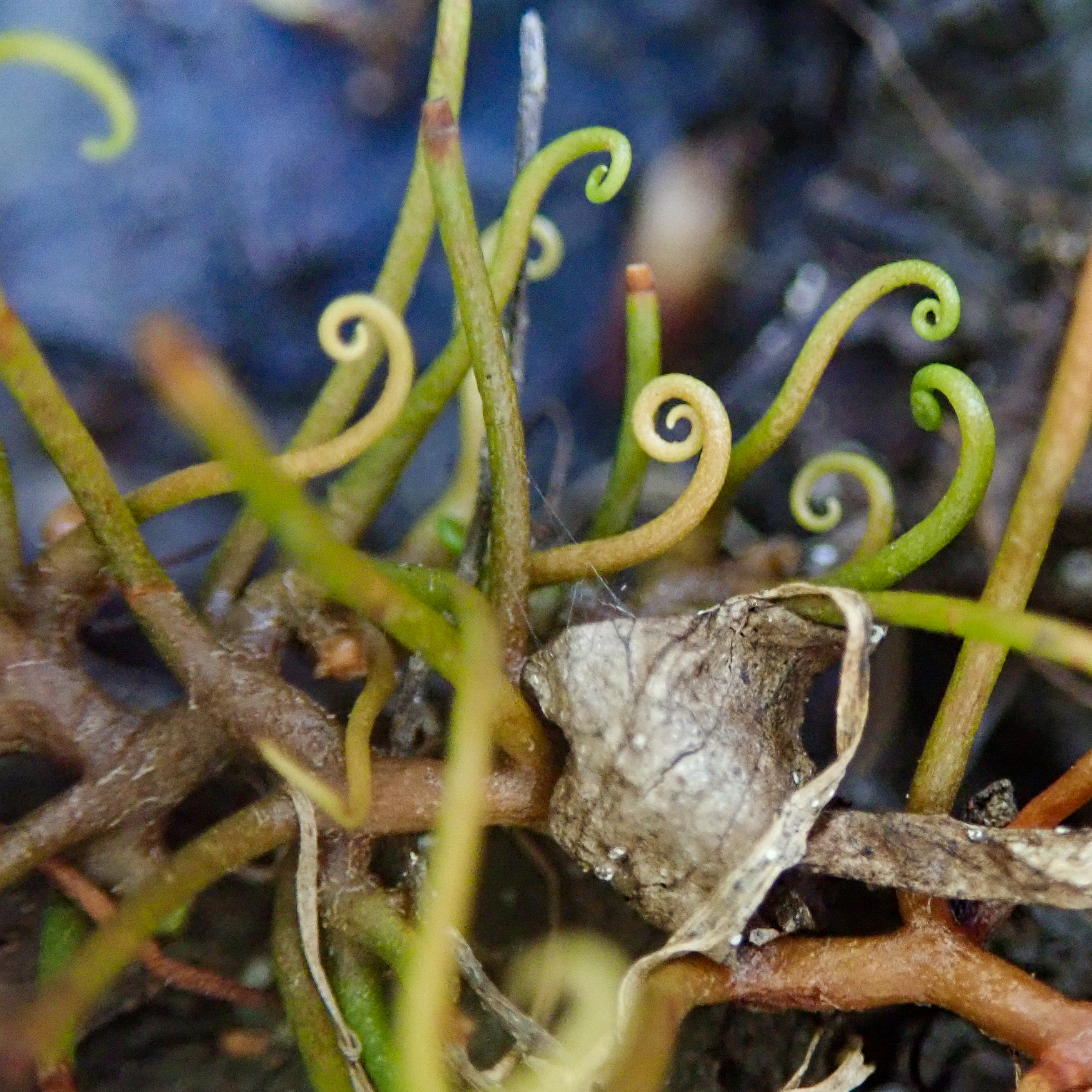
Mit eingerollten Blättern
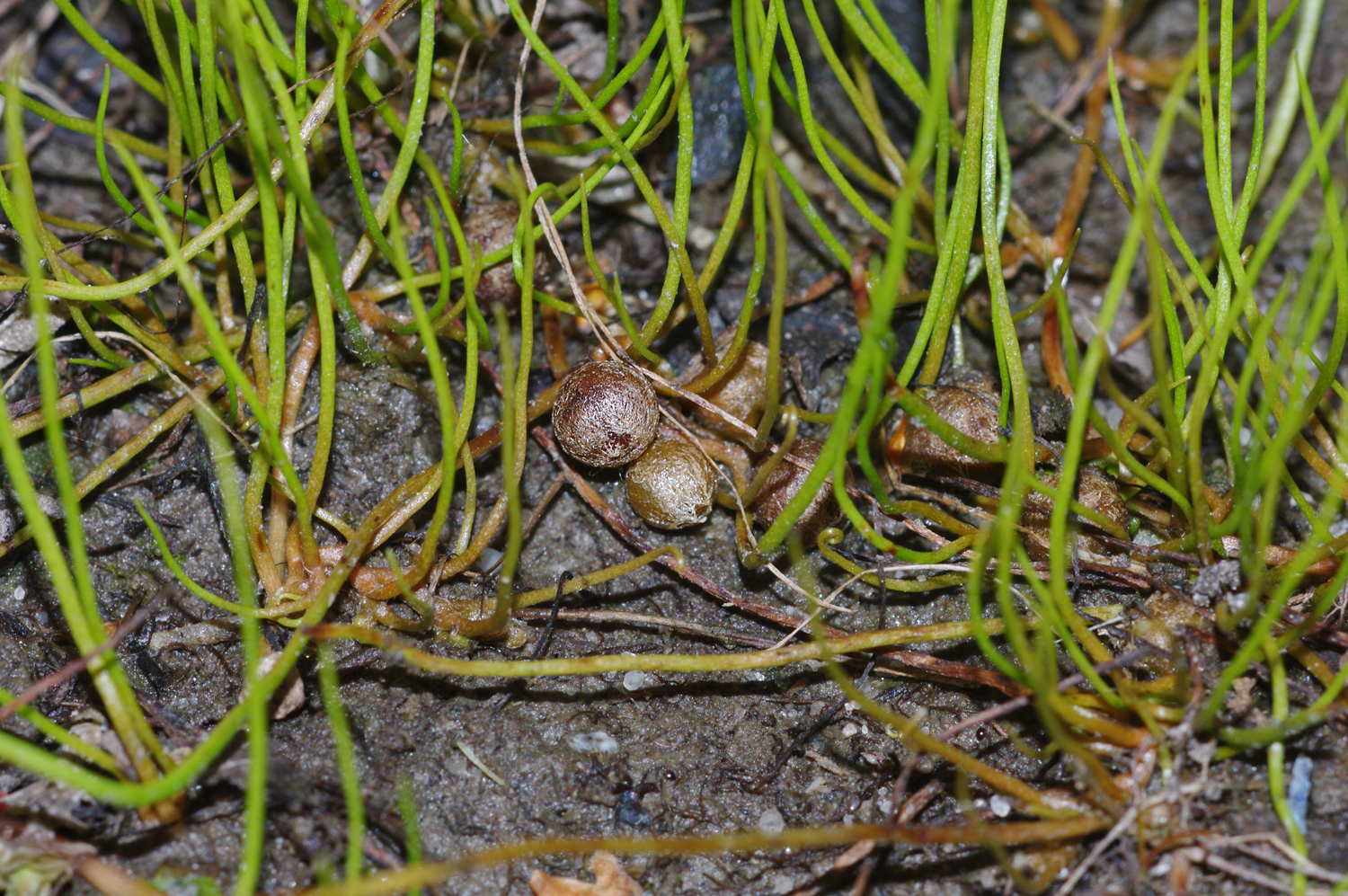
Mit Sporenbehälter